# فيفا كرة القدم العالمية (لعبة فيديو)

القائمة الرئيسية للعبة كرة القدم العالمية ويظهر صورة اختيار المنتخبات القومية مع علم البلاد

فيفا إنترناشيونال سوكر (بالإنجليزية: FIFA International Soccer)‏ وتعني فيفا كرة القدم العالمية، هي لعبة فيديو إلكترونية من نوع رياضة كرة القدم، صدرت لأول مرة في شهر ديسمبر سنة 1993م، والتي نشرها شركة إيه آيه سبورتس.     

## ظهور المنتخبات العربية
ظهر المنتخبات العربية لكرة القدم للعبة فيفا: كرة القدم العالمية، وتختلف ظهور المنتخبات على حسب أنظمة ألعاب الفيديو، ومن بينها:
- سيجا ميجا درايف / جينيسس:  الجزائر ،  العراق ،  المغرب ،  قطر.
- سوبر نينتندو:  العراق ،  السعودية ،  المغرب.